# Wilfrid Normand, Baron Normand
Wilfrid Guild Normand, Baron Normand PC KC (* 6. Mai 1884; † 5. Oktober 1962) war ein schottisch-britischer Politiker der Conservative Party und Jurist, der einige Jahre Abgeordneter im House of Commons sowie zuletzt als Lord of Appeal in Ordinary aufgrund des Appellate Jurisdiction Act 1876 als Life Peer auch Mitglied des House of Lords war.

## Leben

### Rechtsanwalt, Unterhausabgeordneter und Lord Advocate
Nach dem Besuch des Fettes College in Edinburgh absolvierte Normand ein Studium der Rechtswissenschaften am Oriel College der University of Oxford, der Universität von Paris sowie der University of Edinburgh und erhielt 1910 seine anwaltliche Zulassung bei der schottischen Rechtsanwaltskammer (Scots Bar). Im Anschluss nahm er eine Tätigkeit als Rechtsanwalt (Advocate) auf und diente während des Ersten Weltkrieges zwischen 1915 und 1918 bei den Royal Engineers. Danach war er wieder als Anwalt tätig und wurde für seine anwaltlichen Verdienste 1925 zum Kronanwalt (King’s Counsel) ernannt.
Bei den Unterhauswahlen vom 30. Mai 1929 kandidierte er für die konservativen Tories im Wahlkreis Edinburgh West ohne Erfolg für ein Abgeordnetenmandat im House of Commons und war zeitweise 1929 erstmals Solicitor General von Schottland. Bei den Unterhauswahlen vom 27. Oktober 1931 wurde Norman dann für die Conservative Party (Unionist) im Wahlkreis Edinburgh West als Abgeordneter in das Unterhaus gewählt und gehörte diesem bis zu seinem Rücktritt 1935 an.
Während dieser Zeit war er zwischen 1931 und 1933 zunächst erneut Solicitor General von Schottland, ehe er 1933 als Nachfolger von Craigie Aitchison als Lord Advocate Generalstaatsanwalt von Schottland wurde und dieses Amt bis zu seiner Ablösung durch Douglas Jamieson im März 1935 bekleidete. Als solcher wurde er 1933 auch Privy Councillor und war zugleich kraft Amtes zwischen 1933 und 1935 Mitglied des Ausschusses für die Baronets des Privy Council. 1934 wurde er zudem zum sogenannten „Honorary Bencher“ der Rechtsanwaltskammer (Inns of Court) von Middle Temple ernannt.

### Lord Justice General, Lordrichter und Oberhausmitglied
Im April 1935 wurde Normand Nachfolger von James Avon Clyde, Lord Clyde als Präsident des Obersten Zivilgerichts von Schottland (Lord President of the Court of Session) und wurde als solcher gleichzeitig Lord Justice General und damit Präsident des Obersten Strafgerichts (High Court of Justiciary). Diese Ämter bekleidete er bis 1947 und wurde danach von Thomas Cooper, 1. Baron Cooper of Culross abgelöst.
Zuletzt wurde Normand, der seit 1942 auch Mitglied der Ständigen Kommission für Museen und Galerien (dem späteren Museums, Libraries and Archives Council) war, durch ein Letters Patent vom 6. Januar 1947 aufgrund des Appellate Jurisdiction Act 1876 als Life Peer mit dem Titel Baron Normand, of Aberdour in the County of Fife, zum Mitglied des House of Lords in den Adelsstand berufen und wirkte bis zu seinem Rücktritt am 6. Oktober 1953 als Lordrichter (Lord of Appeal in Ordinary).
Im Anschluss war Lord Normand zwischen 1954 und 1955 Präsident der International Law Association sowie von 1954 bis zu seinem Tod 1962 Trustee des British Museum und ferner zeitgleich zwischen 1954 und 1962 Vorsitzender des Treuhandrates (Chairman of Trustees) des National Museum of Antiquities of Scotland.

## Veröffentlichungen
- Scottish judicature and legal procedure, 1941